# Paul Juon
Pàvel Fiódorovitx Iuon, rus: Па́вел Фёдорович Юо́н, en alemany Paul Juon   (Moscou, 6 de març de 1872 - Vevey, 21 d'agost de 1940) fou un compositor suís d'origen rus, conegut amb el sobrenom del Brahms rus. Era germà de l'artista Konstantín Iuon

## Biografia
Pàvel Fiódorovitx Iuon va néixer el 6 de març de 1872 a la família d'un empleat d'una companyia d'assegurances, el pare del qual, l'avi del compositor, un forner, s'havia traslladat a Rússia des del poble suís de Masein. A la mare, segons les memòries del mateix Paul Juon, li agradava l'art: cantava una mica i tocava música. A causa del seu origen germano-suís, va rebre els seus estudis secundaris en una escola alemanya. Va estudiar al Conservatori de Moscou amb Jan Hřímalý (violí), Anton Arenski i Serguei Tanéiev (composició), després va millorar com a compositor a Berlín amb Woldemar Bargiel.
El 1896-1897 va ensenyar teoria musical i violí al Conservatori de Bakú. Després va tornar a Berlín, on va viure i treballar de 1898 a 1934 i substituí Josef Joachim com a professor de composició a l'Escola Superior de Música de Berlín el 1906. El seu grup internacional d'estudiants incloïa, entre d'altres, Hans Chemin-Petit, Werner Richard Heymann, Nikos Skalkottas, Henry Jolles, Pantxo Vladiguèrov, Philipp Jarnach, Heinrich Kaminski, Lauri Ikonen, Georg Ahl, Max Trapp, Yrjö Kilpinen, Gerhart von Westerman, Hans Moltkau, Giannis Konstantinidis, Wilhelm Guttmann, Stefan Wolpe, Frederick Jacobii Marc-André Souchay.
La fama li va arribar l'any 1903 amb l'estrena de la seva 2a simfonia en la major, op.23 per la Meininger Hofkapelle, que es va tocar posteriorment a moltes ciutats europees i fins i tot a Amèrica.

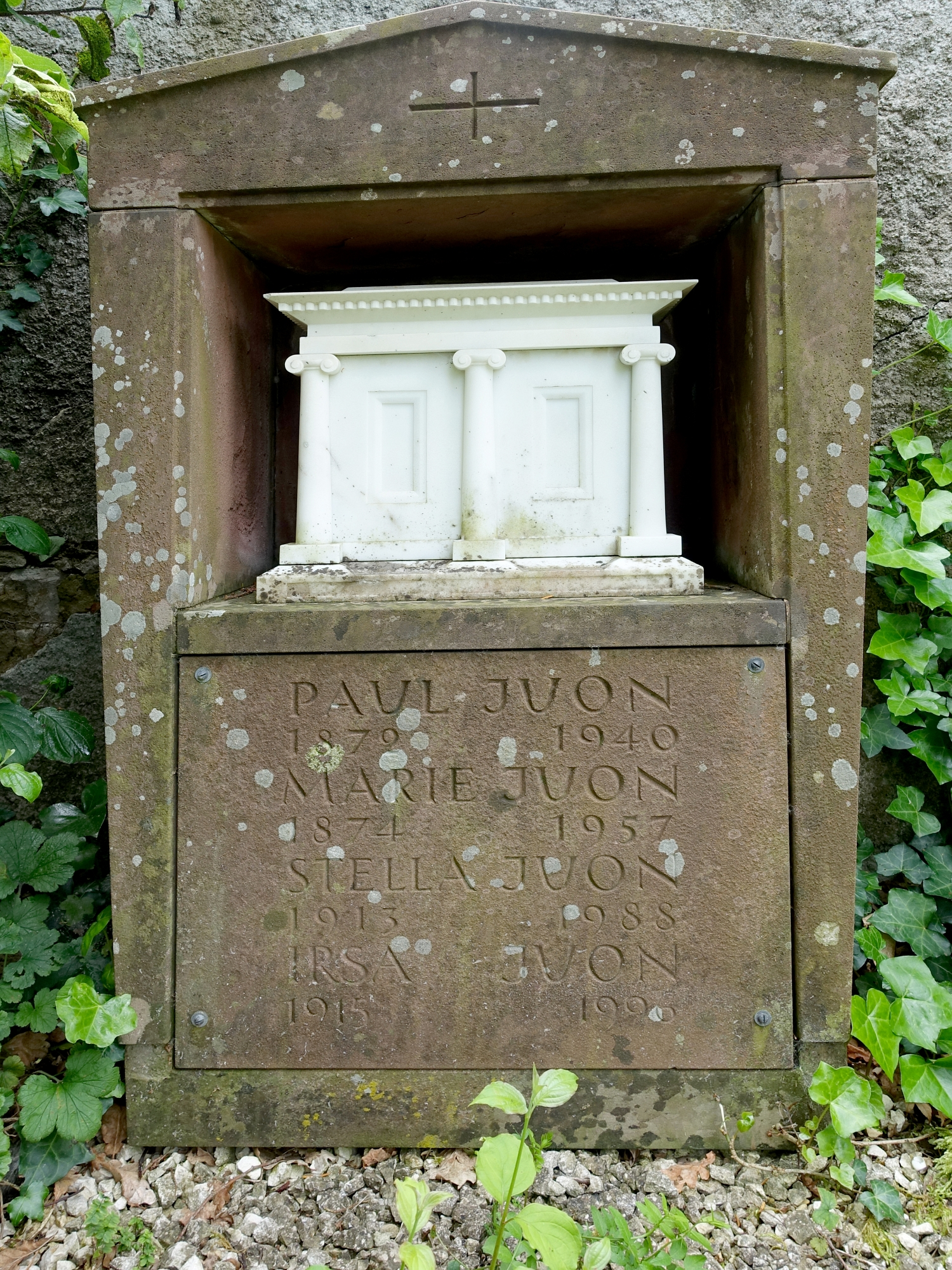
Tomba familiar al cementiri de Langenbruck

Després de la mort de la seva primera dona el 1911, Juon es va casar amb Marie (coneguda com a Armande) Hegner-Günthert el 1912, que havia estat casada amb el compositor de Basilea Otto Hegner (mort el 1907). D'aquest segon matrimoni van sorgir els fills Stella, Irsa i Rémi.
Després de la Revolució d'Octubre de 1917 ja no va tornar mai a Rússia. El 1919 Juon es va convertir en membre de l'Acadèmia Prussiana de les Arts de Berlín, i el 1929 va rebre el Premi Beethoven.
Al llarg de la seva vida, Juon es va interessar per les seves arrels a Suïssa i va confirmar la seva ciutadania suïssa a Masein el 1922. Per motius de salut i probablement també com a conseqüència de l'evolució política a l'aleshores AAlemanya nazi, es va jubilar a principis del 1934. Es va establir a Vevey, on va morir el 21 d'agost de 1940. Va ser enterrat a la tomba familiar de Langenbruck

## Creativitat
Juon va compondre nombroses obres simfòniques, un ballet, tres concerts per a violí, altres peces per a violí i orquestra, Épisodes concertants per a violí, violoncel i piano i els Misteris per a violoncel, ambdós amb orquestra, en un estil tardo -romàntic independent. Pel que fa al volum, la música de cambra constitueix la seva obra principal, incloent sonates per a diversos instruments, trios de piano i cançons. Sovint va utilitzar temes russos o nòrdics i els va transformar en música d'art mitjançant mitjans formals. En fer-ho, va mantenir el so de la música nacional. La seva contribució a la modernitat es troba principalment en el camp de la mètrica i el ritme, va desenvolupar sèries mètriques ja l'any 1903 i sovint utilitza signes de temps canviants. Paul Juon també va arranjar diverses altres composicions, com la versió per a piano de la 4a dansa de les Danses hongareses de Johannes Brahms, però també a l'inrevés, per exemple la 7a i la 9a simfonies d'Antonín Dvořák per a piano sol o obres de Jean Sibelius.
Entre les seves publicacions cal citar Praktische Harmonielehre (1901) i Anleitung zum Mudulieren (1929). Va traduir el llibre de text d'harmonia d'Anton Arenski i la biografia de Piotr Ilitx Txaikovski, escrita pel seu germà Modest, a l'alemany.